# Кринички (Нижнегорский район)
Крини́чки (до 1948 года Кипча́к; укр. Кринички, крымскотат. Qıpçaq, Къыпчакъ) — исчезнувшее село в Нижнегорском районе Республики Крым, располагавшееся на западе района, в степной зоне Крыма, примерно в 2 км к западу от современного села Червоное.

## История
Первое документальное упоминание села встречается в Камеральном Описании Крыма… 1784 года, судя по которому, в последний период Крымского ханства Кыпчак входил в Насывский кадылык Карасъбазарскаго каймаканства. После присоединения Крыма к России (8) 19 апреля 1783 года, (8) 19 февраля 1784 года, именным указом Екатерины II сенату, на территории бывшего Крымского Ханства была образована Таврическая область и деревня была приписана к Перекопскому уезду. После Павловских реформ, с 1796 по 1802 год, входила в Перекопский уезд Новороссийской губернии. По новому административному делению, после создания 8 (20) октября 1802 года Таврической губернии, Кипчак был включён в состав Таганашминской волости Перекопского уезда.
Согласно Ведомости о всех селениях, в Перекопском уезде состоящих с показанием в которой волости сколько числом дворов и душ… от 21 октября 1805 года в деревне Кипчак в 6 дворах проживало 34 крымских татарина и 4 цыган. Затем, видимо, вследствие эмиграции крымских татар в Турцию, деревня опустела и на военно-топографической карте генерал-майора Мухина 1817 года деревня Кояшак обозначена пустующей, но вскоре, судя по доступным историческим документам, была вновь заселена поскольку, согласно «Ведомости о казённых волостях Таврической губернии 1829 года», деревня Ян-Кипчак (Новый Кипчак), была, как жилая, передана в состав Башкирицкой волости (переименованной из Кучук-Кабачской). На карте 1836 года в деревне 9 дворов, а на карте 1842 года Кипчак обозначен условным знаком «малая деревня», то есть, менее 5 дворов.
В 1860-х годах, после земской реформы Александра II, деревню включили в состав Владиславской волости. По «Списку населённых мест Таврической губернии по сведениям 1864 года», составленному по результатам VIII ревизии 1864 года, Яни-Кипчак — владельческая татарская деревня с 3 дворами, 24 жителями и мечетью при колодцах. По обследованиям профессора А. Н. Козловского начала 1860-х годов, в селении Яни-Кипчак вода в колодцах глубиной от 1,5—3 до 5 саженей (от 2 до 10 м) была частью солоноватая, а частью солёная. Согласно «Памятной книжке Таврической губернии за 1867 год», деревня Яни-Кипчак была покинута жителями в 1860—1864 годах, в результате эмиграции крымских татар, особенно массовой после Крымской войны 1853—1856 годов, в Турцию и оставалась в развалинах. На трёхверстовой карте Шуберта 1865—1876 года Кипчак обозначен с 3 дворами. К 1886 году Владиславская волость была упразднена и в «Памятной книге Таврической губернии 1889 года» по результатам Х ревизии 1887 года записана деревня Ени-Кипчак Байгончекской волости, с 37 дворами и 197 жителями.
После земской реформы 1890 года деревню отнесли к Ак-Шеихской волости. По «…Памятной книжке Таврической губернии на 1900 год» в Ени-Кипчаке числилось 243 жителя в 32 дворах. Точное время заселения деревни немецкими колонистами пока не установлено. По Статистическому справочнику Таврической губернии. Ч.II-я. Статистический очерк, выпуск пятый Перекопский уезд, 1915 год, в экономии Садыка Курдедаева Ени-Кипчак Ак-Шеихской волости Перекопского уезда числилось 8 дворов (1 двор с землёй, 7 — безземельные) со смешанным населением в количестве 81 человека приписных жителей и 8 — «посторонних», из которых 48 мужчин и 41 женщина. В экономии числилось 383 десятины удобной земли. В хозяйствах имелось 35 лошадей, 18 коров и 190 голов мелкого скота.
После установления в Крыму Советской власти, по постановлению Крымревкома № 206 «Об изменении административных границ» от 8 января 1921 года была упразднена волостная система, Перекопский уезд переименовали в Джанкойский, в составе которого был создан Джанкойский район. В 1922 году уезды преобразовали в округа. 11 октября 1923 года, согласно постановлению ВЦИК, в административное деление Крымской АССР были внесены изменения, в результате которых округа были отменены и Джанкойский район стал основной административной единицей и село включили в его состав. Согласно Списку населённых пунктов Крымской АССР по Всесоюзной переписи 17 декабря 1926 года, в селе Яни-Кипчак (или Ени-Кипчак), Ногайлы-Ахматского сельсовета Джанкойского района, числился 21 двор, все крестьянские, население составляло 121 человек, из них 79 немцев, 34 русских и 7 татар. Постановлением ВЦИК «О реорганизации сети районов Крымской АССР» от 30 октября 1930 года, был создан Сейтлерский район (по другим сведениям 15 сентября 1931 года), переименованный указом ВС РСФСР № 621/6 от 14 декабря 1944 года в Нижнегорский и село включили в его состав. Вскоре после начала Великой Отечественной войны, 18 августа 1941 года крымские немцы были выселены, сначала в Ставропольский край, а затем в Сибирь и северный Казахстан.
После освобождения Крыма от фашистов в апреле, 12 августа 1944 года было принято постановление № ГОКО-6372с «О переселении колхозников в районы Крыма» и в сентябре 1944 года в район приехали первые новоселы (320 семей) из Тамбовской области, а в начале 1950-х годов последовала вторая волна переселенцев из различных областей Украины. С 25 июня 1946 года селение в составе Крымской области РСФСР. Указом Президиума Верховного Совета РСФСР от 18 мая 1948 года, Кипчак переименовали в Кринички. 26 апреля 1954 года Крымская область была передана из состава РСФСР в состав УССР. Время включения в Митрофановский сельсовет пока не установлено: на 15 июня 1960 года село уже числилось в его составе. Ликвидировано в период с 1968 года, когда Кринички ещё записаны в составе Митрофановского сельсовета и 1974-м, когда уже не значилось в спискахПод редакцией П. Т. Тронько. Історія міст і сіл Української РСР. Том 26, Кримська область.. — Киев: Главная редакция УСЭ., 1974. — С. 543. — 833 с. (согласно справочнику «Крымская область. Административно-территориальное деление на 1 января 1977 года» — с 1954 по 1977 годы).

### Динамика численности населения
| - 1805 год — 38 чел. - 1864 год — 24 чел. - 1889 год — 197 чел. | - 1900 год — 243 чел. - 1915 год — 81/8 чел. - 1926 год — 121 чел. |